# Albert Malouin
Albert Malouin (né le 13 mars 1857 à Québec, mort le 5 avril 1936 en Floride) est un avocat, homme politique et juge québécois (canadien).  Il a été député à la Chambre des communes et juge de la Cour supérieure du Québec et de la Cour suprême du Canada.

## Biographie
Albert Malouin est né en 1857.  Il est le fils de Jacques Malouin et de Marie-Angélique Suzor.  Il étudie au Séminaire de Québec.  Il est bachelier en droit de l'université Laval en 1882 et il est admis au Barreau la même année.  Il exerce le droit à Québec.  Il devient procureur de la Couronne.
En 1898, à l'occasion d'une élection partielle, il est élu député à la Chambre des Communes du Canada dans la circonscription électorale de Québec-Centre pour le parti libéral.  Il est réélu lors de l'élection générale de 1900 et de celle de 1904.  En 1905, il est nommé juge de la Cour supérieure du Québec.  Le 30 janvier 1924, il devient juge de la Cour suprême du Canada. Il n'y siège que huit mois et il prend sa retraite le 1er octobre 1924.
Il est mort en 1936, à l'âge de 79 ans.  La rue Albert-Malouin, à Montréal, porte son nom.